# カット・コピー
カット・コピー (Cut Copy) は、オーストラリア・メルボルン出身のバンド。2001年結成の4人組でエレクトロ・ポップ、シンセポップなどを演奏する。Modular Recordingsの看板アーティストであり、バンドだけでなくDJスタイルでもライブを行なっている。

## 概要

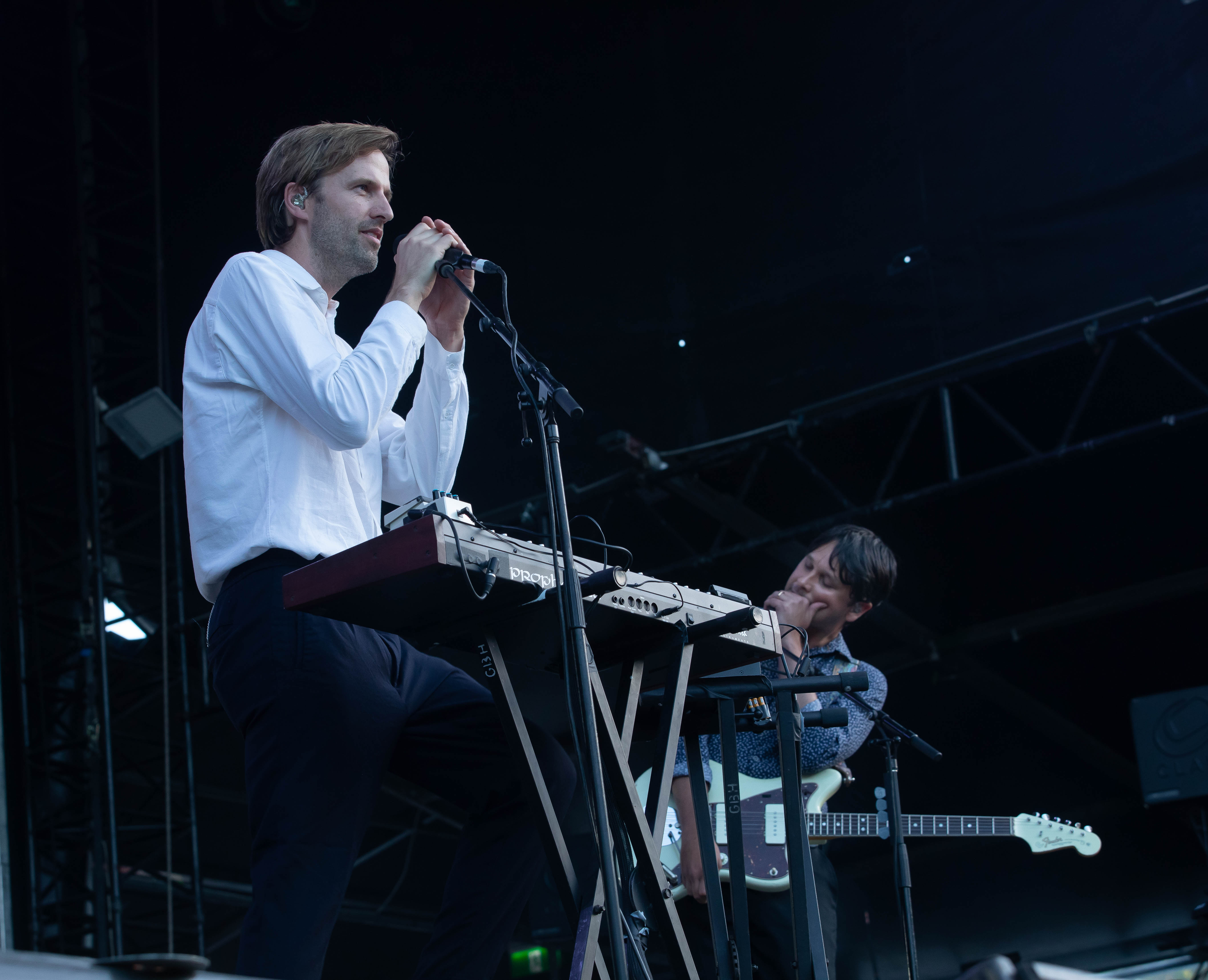
ライブで演奏するバンド（2018年）

2001年、オーストラリア・メルボルンにて活動を開始。始めはDan Whitfordのソロプロジェクトとしてスタートした。その後オーストラリアの人気レーベルModular Recordingsと契約する。
2004年4月、1stアルバム『Bright Like Neon Love』をリリース。
2008年3月、2ndアルバム『In Ghost Colours』をリリース。地元オーストラリアのアルバムチャートで1位を記録する。音楽メディアから高い評価を受け、ピッチフォーク、Drowned in Sound、PopMattersはこの年のベストアルバムランキングのトップ10に選んだ。
2011年2月、3rdアルバム『Zonoscope』をリリース。オーストラリアのアルバムチャートで3位を記録する。この作品をピッチフォークやステレオガムはこの年のベストアルバムのリストに加えた。
2013年11月、4thアルバム『Free Your Mind』をリリース。

## メンバー
現メンバー 
- Dan Whitford – ボーカル、キーボード、ギター
- Tim Hoey – ギター、サンプラー
- Mitchell Scott – ドラム
- Ben Browning – ベース

 旧メンバー 
- Bennett Foddy（英語版） – ベース、シンセサイザー

## ディスコグラフィ
アルバム 
- Bright Like Neon Love (2004年4月5日、Modular Recordings)
- In Ghost Colours (2008年3月22日、Modular Recordings)
- Zonoscope (2011年2月4日、Modular Recordings)
- Free Your Mind (2013年11月5日、Modular Recordings)
- Haiku from Zero (2017年)
- Freeze, Melt (2020年)

 EP 
- I Thought of Numbers (2001年、Modular Recordings)
- Hearts on Fire (2007年、Modular Recordings)
- Far Away (2008年、Modular Recordings)